# Cancel My Reservation
Cancel My Reservation – film komediowy z 1972 roku w reżyserii Paula Bogarta, z udziałem Boba Hope’a i Evy Marie Saint.

## Obsada
- Bob Hope
- Eva Marie Saint
- Ralph Bellamy
- Forrest Tucker
- Anne Archer
- Keenan Wynn
- Dan George
- Pat Morita
- Tracy Bogart
- Betty Ann Carr
- Henry Darrow
- Doodles Weaver
- Johnny Carson
- John Wayne
- Flip Wilson
- Bing Crosby